# Jean-Paul Boëtius
Jean-Paul Boëtius, né le 22 mars 1994 à Rotterdam aux Pays-Bas, est un footballeur international surinamien, après avoir été international néerlandais. Il évolue au poste d'attaquant au SV Darmstadt 98.

## Biographie

### En club
Le 3 mars 2013, il est l'auteur avec le Feyenoord Rotterdam d'un doublé en Eredivisie, sur la pelouse du NEC Nimègue, permettant à son équipe de s'imposer 0-3 à l'extérieur. Le 8 février 2014, il marque un nouveau doublé dans ce même championnat, lors de la réception de cette même équipe, avec à la clé une victoire 5-1. Boëtius marque un total de dix buts en Eredivisie lors de la saison 2013-2014.
Le 22 mai 2016, il inscrit avec le FC Bâle un doublé en Super League, sur la pelouse du BSC Young Boys, permettant à son équipe de s'imposer 2-3 à l'extérieur.
Il participe avec Feyenoord à la phase de groupe de la Ligue des champions en 2017. Il joue six matchs lors de cette compétition, avec pour résultats une victoire et cinq défaites.
Il atteint avec le KRC Genk les quarts de finale de la Ligue Europa en 2017. Il inscrit un but face au Celta Vigo lors du quart de finale aller.
Le 18 mai 2019, lors de la dernière journée de championnat, il inscrit avec le FSV Mayence un doublé en Bundesliga face à Hoffenheim, permettant à son équipe de s'imposer 4-2.

### En équipe nationale
Avec les moins de 17 ans, il inscrit un but lors d'un match amical contre le Portugal en mars 2011, permettant à son équipe de s'imposer 1-0.
Avec les moins de 19 ans, il inscrit un but lors d'un match amical contre l'Écosse en septembre 2012, permettant à son équipe de s'imposer 1-2.
Il inscrit son premier but avec les espoirs le 10 octobre 2013, contre la Géorgie. Ce match gagné sur le large score de 0-6 rentre dans le cadre des éliminatoires de l'Euro espoirs 2015. Le 13 novembre 2014, il marque son deuxième but avec les espoirs, face à l'Allemagne, mais ne peut empêcher la défaite de son équipe sur le score de 3-1. Le 8 septembre 2015, il inscrit son troisième et dernier but avec les espoirs, contre la Turquie, permettant à son équipe de s'imposer 0-1. Ce match rentre dans le cadre des éliminatoires de l'Euro espoirs 2017.
Le 5 mars 2014, il reçoit sa première et dernière sélection en équipe des Pays-Bas, lors d'un match amical contre la France (défaite 2-0).

## Palmarès
- Vice-champion des Pays-Bas en 2014 avec le Feyenoord Rotterdam
- Champion de Suisse en 2016 et 2017 avec le FC Bâle
- Vainqueur de la Coupe des Pays-Bas en 2018 avec le Feyenoord Rotterdam
- Vainqueur de la Supercoupe des Pays-Bas en 2017 avec le Feyenoord Rotterdam

## Vie personnelle
Boëtius est le cousin d'Urby Emanuelson, également footballeur professionnel.